# Phalera princei
Phalera princei är en fjärilsart som beskrevs av Karl Grünberg 1909. Phalera princei ingår i släktet Phalera och familjen tandspinnare. Inga underarter finns listade i Catalogue of Life.